# Amelia Iruretagoyena Quiroz
Amelia Iruretagoyena Quiroz  (18 de mayo de 1949, Magdalena de Kino, Sonora, México) es una académica y activista defensora de los derechos humanos mexicana. Pionera a nivel nacional de la mediación como proceso de justicia restaurativa, con énfasis en adolescentes infractores, cofundadora del Instituto de Mediación de México. Por más de dos décadas ha capacitado a personal del Poder Judicial y de instituciones de seguridad pública en al menos 22 entidades, además de organizar y participar en Congresos nacionales e internacionales en esa materia. Promotora de los derechos de las mujeres y el combate a la violencia de género en Sonora.

## Trayectoria académica
Es licenciada en Trabajo Social y maestra en Administración por la Universidad de Sonora y doctora en Criminología y Delincuencia Juvenil por la Universidad de Castilla-La Mancha, España. Recibió mención honorífica en las tesis de todos sus grados académicos.
Dentro de la propia Universidad de Sonora, de 1968 a 2019 laboró como profesora-investigadora del departamento de Trabajo Social, del cual fue secretaria académica y coordinadora. Con apoyo del extinto político sonorense Luis Donaldo Colosio, gestionó ante la Secretaría de Educación Pública elevar de nivel técnico la licenciatura la carrera de Trabajo Social. La implementación de este proceso corrió a cargo de la Escuela Nacional de Trabajo Social de la UNAM.
Fue directora de Servicios Estudiantiles. En 2015 tomó protesta como directora de la división de Ciencias Sociales y durante su gestión se crearon la maestría y el doctorado en Psicología; el doctorado en Innovación Educativa; la maestría en Derecho Procesal Penal Acusatorio Oral y se impulsó la apertura de la licenciatura en Educación y Antropología. Asimismo, se conformó la Comisión de Género, Inclusión y Diversidad.
Coordinó el programa de especialidad en Derecho y Psicología de la familia en el posgrado en derecho y le fue encomendada la coordinación institucional del programa de capacitación para la implementación del nuevo sistema de justicia penal en Sonora, por parte de la máxima casa de estudios sonorense en 2015.
Participó como candidata a la rectoría de la Unison, junto a otros 13 aspirantes. La Junta Universitaria redujo la lista a seis finalistas, entre quienes se le incluyó. Por diez votos resultó electo Enrique Velázquez, en segundo lugar quedó Iruretagoyena con 4 y en tercero Ezequiel Rodríguez con un voto.
Recibió de la Universidad de Sonora un reconocimiento por 45 años de trayectoria docente en el departamento de Trabajo Social y una distinción más por el Colegio de licenciados en Trabajo Social de Sonora.

## Trayectoria en el sector público
Dentro de la administración pública se ha desempeñado en diversos cargos oficiales y honorarios. Fue presidenta del Consejo Tutelar para Menores. Coordinó la especialidad del sistema integral de justicia para adolescentes en el Instituto Superior de Seguridad Pública del Estado de Sonora.
Ha sido presidenta de los consejos consultivos del Instituto Sonorense de las Mujeres, así como del de apoyo al Sistema Estatal de Protección Integral de Niñas, Niños y Adolescentes Sonora, organismo del cual también ha sido integrante de la subcomisión de justicia penal para adolescentes.
Contribuyó a la elaboración del proyecto de "Reglamento para la prevención y protección de menores de edad que incurran en infracciones administrativas en el municipio de Hermosillo, Sonora" y participó en 2009 el comité dictaminador del "Modelo integral y atención a víctimas del delito y violencia intrafamiliar" de la Fiscalía General de Justicia del Estado de Sonora. 

## Participación en el sector social
Es una de las precursoras de la mediación como una forma de justicia restaurativa, cofundadora del Instituto de Mediación de México y la primera persona en dirigirlo.
En 2006 asumió la presidencia de la Asociación nacional de funcionarios y exfuncionarios para la atención de menores infractores, por un periodo de tres años. 
En el ámbito sindical, fue secretaria general del Sindicato de Trabajadores y Académicos de la Unison (STAUS) en sus inicios y una de sus fundadoras.
Integrante del consejo técnico de la organización Hermosillo ¿Cómo vamos? y coordinadora de facilitadores del diálogo, agrupación que busca incidir desde la sociedad civil en la implementación y evaluación de políticas públicas, en favor del municipio. A nombre de esta asociación, colabora quincenalmente desde 2021 en el medio digital Proyecto Puente. 
De 2019 a 2021 formó parte del grupo de trabajo encargado de revisar la segunda solicitud de declaratoria de alerta por violencia de género para seis municipios de Sonora, en su calidad de representante académica local por la Universidad de Sonora, seleccionada para tal efecto por la Comisión Nacional para Prevenir y Erradicar la Violencia contra las Mujeres.
Participa activamente en la Cadena Feminista Sonora, movimiento pacífico que surgió en 2020 a nivel nacional en el marco del Día Internacional de la Mujer y se extendió a la mayoría de las entidades para alzar la voz contra la violencia de género. 
Amelia Iruretagoyena es parte de la coordinadora de la Observatoria Sonora TodasMX, que agrupa a 27 colectivos feministas que solicitaron al Instituto Estatal Electoral y de Participación Ciudadana (IEEyPC) y a los partidos políticos en los comicios de 2021 se apegaran a la "3 de 3 contra la violencia política", para no postular personas condenadas y/o sancionadas por violencia familiar o cualquier agresión de género; por delitos sexuales y tampoco a quienes incumplan con la obligación de pensión alimenticia. Asimismo, promueve la Agenda de los derechos humanos de las niñas y mujeres en Sonora, con 16 propuestas en autonomía política, económica y física, a la cual se adhirieron el Gobierno del Estado, el Congreso del Estado y el IEEyPC.
Es corresponsal en México de la Fundación Acción Restaurativa Argentina (FARA), dedicada a la promoción del desarrollo social y la justicia restaurativa de niños y adolescentes. 
Desde 2009 escribe en la revista mensual Mujer y Poder, donde está a cargo de la sección La cultura de paz.  

### Activismo estudiantil
Participó en su calidad de alumna de Trabajo Social como activista durante el movimiento estudiantil de 1967 en la Universidad de Sonora, acudiendo a las asambleas de la Federación de Estudiantes de la Unison (FEUS) y en respaldo a los pronunciamientos contra la violación a la autonomía universitaria, la represión, entre otras demandas. 
Este movimiento surgió en el contexto de lo que se conoció como la imposición de  Faustino Félix Serna como candidato del PRI a la gubernatura. Al coincidir un mitin de apoyo y otro de quienes preferían a Fausto Acosta Romo de candidato, hubo un enfrentamiento que llevó a algunos a refugiarse en el campus universitario, hasta donde fueron perseguidos por la policía municipal, lo que motivó la protesta y el involucramiento de los estudiantes, que el 30 de marzo iniciaron una huelga y tomaron las instalaciones de rectoría, de donde fueron desalojados el 17 de mayo por el Batallón Olimpia del Ejército Mexicano.

## Publicaciones
Ha escrito capítulos de algunos libros, algunos propios y otros en coautoría, como los siguientes: Nuevos paradigmas culturales y relaciones de género en La mujer como agente de cambio para el humanismo y la paz; Violencia conyugal: Los homicidios de mujeres cometidos por sus parejas, en Golpe a golpe beso a beso: Violencia de género en Sonora; El movimiento pendular de la justicia de menores ¿castigo o educación en la nueva justicia integral para adolescentes?, en La nueva justicia integral para adolescentes; y El ámbito escolar como factor de riesgo o protección en El paradigma del desarrollo humano: Una propuesta de formación universitaria en el campo de la educación.
Ha colaborado en revistas indexadas como Criminalia, de la Academia Mexicana de Ciencias Penales; la revista académica de la Facultad de derecho de la Universidad La Salle y Savia, del departamento de Trabajo Social de la Universidad de Sonora. 